# Roumana
Roumana (Hebreeuws: רומאנה, Arabisch: رمانة) is een dorp in de regionale raad van al-Batuf.
Hamaam · Roumana · Roumat al-Hayyib · Uzeir